# Ахмет Али Челиктен
Ахмет Али Челиктен, также известный как Арап Ахмет Али или Измирли Ахмет Али (Измирли Али оглу Ахмед, 1883—1969) — афротурок, первый чернокожий военный летчик в истории авиации и один из двух чернокожих пилотов, участников Первой мировой войны (второй, Бюллар, Эжен). Его бабушку, бывшую рабыню, привезли из Борну (в настоящее время в Нигерии), а отца из Сомали.

## Биография
Ахмет родился в 1883 году в Смирне (ныне Измир) в семье афртотурка Али-бея и афротурчанки Эмине-ханым. Он хотел стать моряком и в 1904 году поступил в Морское техническое училище. В 1908 году окончил училище в звании младшего лейтенанта. Поступил на курсы авиации в Военно-морское училище полет, основанное 25 июня 1914 года в Йешилкой.
Во время Первой мировой войны женился на Хатидже-ханым (1897—1991), иммигрантке из Превезы. Он был единственным чернокожим военным летчиком в истории авиации, когда начал службу в ноябре 1916 года. 18 декабря 1917 года капитан Ахмед Али был отправлен в Берлин для завершения обучения на курсах авиации.
Он умер в 1969 году.